# Sant'Angelo (Amatrice)
Sant'Angelo is een plaats (frazione) in de Italiaanse gemeente Amatrice.